# ヘイズ・アンド・イェディング・ユナイテッドFC
ヘイズ・アンド・イェディング・ユナイテッド・フットボール・クラブ（Hayes & Yeading United Football Club）は、イングランド、ロンドン、ヘイズを本拠地とするサッカークラブチームである。2017-2018シーズンはサザンフットボールリーグ・ディヴィジョン1・セントラル（8部相当）に所属。

## 歴史
2007年5月、ヘイズFC（1909年創設）とイェディングFC（1924年創設）が合併し、誕生した。

## タイトル

### 国内タイトル
- なし

### 国際タイトル
- なし

## 各種記録
一試合最多得点勝利試合（ホーム）
- 6-1 vs ブロムリー 2008.2.9

一試合最多得点勝利試合（アウェイ）
- 5-1 vs ニューポート・カウンティ 2008.11.8

一試合最多失点敗戦試合
- 0-5 vs オールダーショット・タウン 2007.12.15

## 過去のリーグ順位
- 2007-2008 カンファレンス・サウス 13位
- 2008-2009 カンファレンス・サウス 4位 昇格
- 2009-2010 カンファレンス・ナショナル 17位
- 2010-2011 カンファレンス・ナショナル 16位
- 2011-2012 カンファレンス・ナショナル 21位 降格